# Jaime Drago
Jaime Drago (Breña, Provincia de Lima, 14 de enero de 1959) es un exfutbolista peruano. Se desempeñaba en la posición de centrocampista. Es hijo de Roberto Drago, sus hermanos «Titín» Roberto y Miguel, el Cura, también fueron futbolistas. Su sobrino Ignacio Drago también siguió los pasos del resto. Es el tío de la actriz y modelo Emilia Drago. Actualmente tiene 66 años.

## Trayectoria
Jaime Drago se inició como futbolista en el Lawn Tennis de Jesús María, donde hizo las divisiones menores desde los 13 años de edad y donde jugaba como delantero.
Luego, pasó al Deportivo Municipal con el que debutó profesionalmente a los diecisiete años de edad frente a León de Huánuco, en la segunda fecha del Descentralizado 1976, vistió la franja hasta 1981, cuando consiguió el subtítulo de ese año. En la 'Academia' llegó a coincidir con Pedro Pablo 'Perico' León. En ese recordado equipo brillaron Hugo Sotil, Franco Navarro, Eduardo Malásquez y Pedro Bonelli, entre otros.
En 1982 formó parte de Universitario (donde se encontraba su primo Germán Leguía), ahí obtuvo los títulos nacionales de 1985 y 1987. Además, fue el goleador del campeonato en 1984, compartiendo distinción con Francisco ‘Paco’ Montero, del Torino de Talara, el primer lugar con 18 tantos.
A mediados de 1987 emigró al exterior, siendo su primer club la Sociedad Deportiva Aucas, de Ecuador, país que había acogido a varios futbolistas peruanos en esa época. Al año siguiente, regresó al Perú para jugar en el Deportivo San Agustín y luego volvió al exterior, esta vez al Deportivo Italia, de Venezuela. Luego de su paso por el equipo venezolano, regresó al San Agustín en 1990 y pasó al Sport Boys en 1991, para retirarse definitivamente del fútbol en el Meteor-Lawn Tennis, disputando el torneo de Segunda División en 1992.

## Clubes
| Club                      | País      | Año       |
| ------------------------- | --------- | --------- |
| Deportivo Municipal       | Perú      | 1976-1981 |
| Universitario de Deportes | Perú      | 1982-1987 |
| → Deportivo Cali (cedido) | Colombia  | 1982      |
| Sociedad Deportiva Aucas  | Ecuador   | 1987-1988 |
| San Agustín               | Perú      | 1988      |
| Deportivo Italia          | Venezuela | 1989      |
| San Agustín               | Perú      | 1990      |
| Sport Boys                | Perú      | 1991      |
| Lawn Tennis               | Perú      | 1992      |

## Palmarés

### Campeonatos nacionales
| Título           | Club                      | País | Año  |
| ---------------- | ------------------------- | ---- | ---- |
| Primera División | Universitario de Deportes | Perú | 1985 |
| Primera División | Universitario de Deportes | Perú | 1987 |

#### Campeonatos nacionales cortos
| Título                 | Club                      | País | Año  |
| ---------------------- | ------------------------- | ---- | ---- |
| Torneo Metropolitano   | Universitario de Deportes | Perú | 1984 |
| Torneo Regional        | Universitario de Deportes | Perú | 1985 |
| Torneo Descentralizado | Universitario de Deportes | Perú | 1985 |
| Torneo Regional        | Universitario de Deportes | Perú | 1987 |

### Distinciones individuales
| Distinción                               | Año  |
| ---------------------------------------- | ---- |
| Goleador de la Primera División del Perú | 1984 |